# 중절금지법에 반대하고 피임약 해금을 요구하는 여성해방연합
중절금지법에 반대하고 피임약 해금을 요구하는 여성해방연합(일본어: 中絶禁止法に反対しピル解禁を要求する女性解放連合 츄제츠킨시호니 한타이시 피루카이킨오 요큐스루 죠세이카이호렌고[*])은 1970년대 전반기에 활동한 일본의 여성해방 운동단체다. 약칭은 중피련(中ピ連 츄피렌[*]). 대표는 약사 출신의 에노키 미사코. 신좌파를 본받아 ♀ 기호를 그린 분홍색 하이바를 쓰고 과격한 활동을 펼쳐 한때 언론을 떠들썩하게 했다.
1972년 6월 18일 결성되었다. 당시 일본에서는 경구피임약이 약사법 규제 대상으로 후생성의 의료용의약품으로 인정되지 않았기 때문에, 이를 여성에 대한 억압으로 해석하고 필(알약), 즉 피임약의 판매 자유화 요구 운동을 전개했다. 1974년부터 하부조직 "여자를 울며 재우지 않는 모임"(女を泣き寝入りさせない会)를 결성, 가정폭력을 휘두르는 남편의 직장에 언론을 데리고 가서 데모를 하는 등 항의활동을 실시했다.
자유민주당 참의원의원 다마키 가즈오가 낙태 제한을 주장하며 국회에서 우생보호법 개정을 발의하자 "우생보호법개악반대운동"으로서 타마키와 당시 타마키의 비서였던 무라카미 마사쿠니를 길거리에서 포위해 시달림을 가하거나 타마키의 자택과 참의원회관에 난입하는 등 활동을 했다.
이후 언론을 동원하는 화려한 활동행태나, 정당・종교단체 결성 등 실현 가능성이 낮은 아이디어를 지향하고 또 그 성과가 미미한 것에 대해 반발을 느끼는 회원이 증가하여 점점 활동이 쇠퇴했다.
대표인 에노키는 중피련을 모체로 그 활동정신을 계승하는 일본여성당을 창당하고, “내각과 공무원을 전원 여성으로 하고 남성은 비정규직이나 아르바이트로 한다” 등의 정책을 내걸었다. 1977년 6월 제11회 참의원 통상선거에 지역구와 전국구에 10명의 후보자를 출마했으나 모든 후보가 낙선했고, 후보 전원이 유효투표 득표수에 미달하여 공탁금을 몰수당했다. 일본여성당과 중피련은 선거 참패 이틀 후 해산했다.